# 마셸린 버트런드
마셸린 버트런드(Marcheline Bertrand, 1950년 5월 9일 ~ 2007년 1월 27일)는 미국의 배우이다. 2007년 난소암으로 56세에 사망하였다.

## 출연 작품
- 트러델 (2005)
- 사랑 도박 (1983)
- 라스베가스의 도박사들 (1982)